# Rodolfo Biazon
Rodolfo Gaspar Biazon, detto Pong (Batac, 14 aprile 1935 – Muntinlupa, 12 giugno 2023), è stato un politico e generale filippino.

## Biografia
Nativo della città di Batac, frequentò l'Accademia Militare Filippina alla fine degli anni cinquanta e nel 1957 entrò nell'Esercito filippino. Dopo aver ricoperto varie cariche militari durante l'amministrazione di Ferdinand Marcos e i primi anni del governo di Corazon Aquino, divenne una delle più note figure dell'esercito filippino e fu nominato Comandante delle Forze Armate delle Filippine nel 1991. Distintosi come forte sostenitore della famiglia Aquino, l'anno seguente fu eletto nel Senato delle Filippine, ricoprendo tale carica sino al 1995. Nelle elezioni del 1998 fu nuovamente rieletto senatore, posizione che occupò sino al giugno 2010. Nello stesso anno fu eletto rappresentante del distretto legislativo di Muntinlupa, ricoprendo tale carica che sino al 2016.
Suo figlio Ruffy Biazon entrò anch'egli nella politica del paese, ricoprendo alcune cariche pubbliche durante i governi Arroyo ed Aquino.
Rodolfo Biazon è morto nel 2023, a causa di un tumore ai polmoni.